# Luis Carrión
Luis Miguel Carrión Delgado, noto semplicemente come Luis Carrión (Barcellona, 7 febbraio 1979), è un allenatore di calcio ed ex calciatore spagnolo, di ruolo difensore.

## Palmarès

### Allenatore

#### Competizioni nazionali
- Coppa della Regina: 1

Espanyol: 2012